# Defensa estadounidense de Taiwán

Mapa de distribución de bases militares estadounidenses. Hay más de 5000 bases militares en total, incluidas 600 en el extranjero.

La defensa estadounidense de Taiwán se refiere a la política mediante la cual Estados Unidos proporciona ayuda militar, garantías de seguridad y apoyo diplomático para ayudar a Taiwán a salvaguardar su seguridad nacional. Esta política comenzó con la firma del Tratado de Defensa Mutua entre Estados Unidos y la República de China (ROC) en 1954. Sin embargo, tras el establecimiento de relaciones diplomáticas entre Estados Unidos y la República Popular China (RRC) en 1979, el tratado fue rescindido unilateralmente por Estados Unidos. Posteriormente, fue reemplazado por la Ley de Relaciones con Taiwán, una ley nacional estadounidense.
En virtud del compromiso de defensa de Estados Unidos con Taiwán, este país proporciona armas defensivas, inteligencia militar, entrenamiento militar, asesores militares y otras formas de apoyo a Taiwán. El gobierno federal estadounidense también apoya la participación de Taiwán en asuntos internacionales, como invitar a delegaciones taiwanesas a asistir a las tomas de posesión de los presidentes estadounidenses.
El compromiso estadounidense con la defensa de Taiwán cuenta con un amplio apoyo en Taiwán, pero enfrenta la oposición del gobierno de la República Popular China. China continental considera a Taiwán parte inseparable de su territorio y se opone a cualquier intervención militar extranjera en sus asuntos. En los últimos años, la presión y las amenazas de China continental hacia Taiwán se han intensificado, atrayendo la atención internacional.
En abril de 2001, el presidente de Estados Unidos, George W. Bush, anunció públicamente la defensa estadounidense de Taiwán. En 2017, el Consejo de Seguridad Nacional de los Estados Unidos introdujo la estrategia del Indopacífico libre y abierto (Free and Open Indo-Pacific), que, en caso de conflicto armado entre Estados Unidos y la República Popular China, incluye la defensa de los países de la primera cadena de islas, incluida Taiwán. Este marco fue aprobado por el presidente Donald Trump en 2018. En febrero de 2021, el Congreso de los Estados Unidos reintrodujo la "Ley de Prevención de la Invasión de Taiwán", cuyo objetivo es autorizar legalmente al presidente estadounidense a usar fuerza limitada para defender a Taiwán si es necesario.

## Historia
En 1996, durante la tercera crisis del estrecho de Taiwán, Estados Unidos desplegó la Séptima Flota para ayudar a defender a Taiwán y estabilizar la situación.
En abril de 2001, George W. Bush declaró que Estados Unidos haría todo lo posible para defender a Taiwán. Su sucesor, Barack Hussein Obama, no hizo declaraciones públicas ni claras sobre el uso de la fuerza por parte de la República Popular China para unificar Taiwán por la fuerza, ni sobre la intervención militar estadounidense para defender a Taiwán. En 2018, el Indopacífico libre y abierto, aprobado por el presidente Donald Trump, incluyó el objetivo de "defender a Taiwán".
Las fuentes jurídicas que fundamentan la defensa estadounidense de Taiwán -la Ley de Relaciones con Taiwán y las Seis Garantías- establecen que «el gobierno estadounidense no ha asumido compromisos específicos». Por lo tanto, «desde una perspectiva legal y de obligatoriedad», «si bien el gobierno estadounidense podría decidir sobre las «medidas apropiadas que el presidente y el Congreso deben tomar de acuerdo con los procedimientos constitucionales», es muy probable que no se tome ninguna intervención militar tras dicha decisión». Por consiguiente, durante las presidencias de Donald Trump y Joe Biden, el Congreso de Estados Unidos ha impulsado continuamente la aprobación de un proyecto de ley que autorice legalmente la defensa estadounidense de Taiwán.

### Durante la administración de George W. Bush
En 2001, el nuevo gobierno estadounidense consideró a la República Popular China un competidor estratégico y adoptó una política más dura. El 24 de abril, Estados Unidos anunció un acuerdo con Taiwán que consistía en tres ventas de armas. El 25 de abril, el recién investido presidente George W. Bush declaró en el programa Good Morning America de la cadena ABC News que la decisión estadounidense de vender a Taiwán este paquete de armas era "la adecuada en ese momento". También enfatizó que Estados Unidos "haría todo lo necesario para defenderse" o, en otras palabras, haría todo lo posible para ayudar a Taiwán a defenderse. Los medios de comunicación interpretaron esto como una indicación de que Estados Unidos estaba preparado para intervenir directamente en un conflicto en el Estrecho de Taiwán. La declaración de Bush marcó un cambio en la política estadounidense: de la "ambigüedad estratégica" a la "claridad estratégica".
El 26 de abril, durante una entrevista con CNN, se le preguntó a Bush sobre su postura respecto a Taiwán. Respondió: "Quiero expresarle al pueblo que esperamos resolver cualquier diferencia pacíficamente. Pero, como todos saben, estoy dispuesto a ayudar a Taiwán a defenderse. Para mí, nuestra política no ha cambiado, como han dicho otros presidentes, y seguiré sosteniéndola". Al ser preguntado sobre la respuesta de Estados Unidos en caso de que surgiera un movimiento independentista y un conflicto en Taiwán, dijo: "Por supuesto, espero que Taiwán se adhiera al principio de 'Una China'. Declarar la independencia de Taiwán no se ajusta a la política de 'Una China', y trabajaremos con Taiwán para garantizar que eso no suceda. Necesitamos resolver este asunto pacíficamente".
El 17 de mayo, Bush se reunió con líderes de la comunidad estadounidense de ascendencia asiática-pacífica en la Casa Blanca. Reiteró que, si China usara la fuerza, Estados Unidos ayudaría a Taiwán. Al año siguiente, durante una visita a China, Bush reafirmó la política de "Una sola China" del gobierno estadounidense, declarando: "Cuando mi país alcance un acuerdo (en referencia a los tres comunicados), lo cumpliremos. Pero también existe la Ley de Relaciones con Taiwán, y la respeto. Esta ley establece que, si Taiwán es atacado, lo ayudaremos a defenderse. Sin embargo, también dejamos claro que ninguna de las partes debe provocar a la otra y que se debe buscar el diálogo pacífico".

### Durante la primera administración de Trump
En 2018, el presidente Donald Trump inició la guerra comercial con China, que dio lugar a la Nueva Guerra Fría. El 10 de junio de 2020, el senador republicano Josh Hawley presentó la Ley de Defensa de Taiwán en el Senado de los Estados Unidos. El 30 de junio, los representantes republicanos Ted Yoho y Mike Gallagher presentaron el mismo proyecto de ley en la Cámara de Representantes. El 29 de julio, Ted Yoho presentó la Ley de Prevención de la Invasión de Taiwán (HR 7855), que buscaba aclarar y fortalecer el compromiso de Estados Unidos de defender a Taiwán en caso de un ataque armado, afirmando que "el proyecto de ley traza una línea roja para Pekín, afirmando que el futuro de Taiwán debe determinarse pacíficamente". Anteriormente, el 17 de julio, Ted Yoho le dijo al presentador de Fox Business, Lou Dobbs, que "el proyecto de ley especificará claramente que si China invade Taiwán, autorizará al presidente de Estados Unidos a usar la fuerza en respuesta, con una disposición de caducidad de 5 años". Debido a la fecha de las elecciones presidenciales de Estados Unidos de 2020, el proyecto de ley no llegó a la agenda.
El 5 de enero de 2021, pocos días antes de la salida del presidente Donald Trump, el Consejo de Seguridad Nacional de la Casa Blanca desclasificó un documento de 2017 que describía el Indo-Pacífico Libre y Abierto. El documento, aprobado por el presidente Trump en febrero de 2018, se hizo público el 12 de enero de 2021. El Consejero de Seguridad Nacional Robert O'Brien, declaró en el memorando desclasificado que el documento demuestra de forma transparente el compromiso de Estados Unidos con la región del Indo-Pacífico y sus alianzas estratégicas. El 12 de enero, el Consejo de Seguridad Nacional de la Casa Blanca publicó documentos. El documento abordaba específicamente uno de los siete objetivos principales, que era "impedir que China use la fuerza contra Estados Unidos y sus aliados y socios, al tiempo que desarrollar capacidades y planes para derrotar a China en diversos conflictos". Entre las estrategias de defensa descritas, se identificaron tres puntos clave:
1. Negar a China el dominio aéreo y naval continuo en la primera cadena de islas durante un conflicto
2. Defender las primeras naciones de la cadena insular, incluida Taiwán
3. Dominar todas las áreas fuera de la primera cadena de islas[19][20]

### Durante la administración Biden
El 20 de enero de 2021, el presidente Joe Biden asumió el cargo y mantuvo una política dura hacia China, mientras la guerra comercial entre China y Estados Unidos seguía en curso. Tras la sesión del nuevo Congreso, el 18 de febrero, el senador republicano Rick Scott y el representante Guy Reschenthaler reintrodujeron la Ley de Prevención de la Invasión de Taiwán  tanto en el Senado como en la Cámara de Representantes. La propuesta de Rick Scott (S.332 - Ley de Prevención de la Invasión de Taiwán) tenía como objetivo:
- Ayudar a Taiwán a contrarrestar el crecimiento militar de la China comunista en el estrecho de Taiwán;

- Establecer una autorización limitada para que el presidente utilice la fuerza militar específicamente para proteger a Taiwán de ataques armados.[23]

En respuesta a la presión militar de la República Popular China, Richard Haass, presidente del Consejo de Relaciones Exteriores, y algunos legisladores estadounidenses abogaron por que el gobierno estadounidense adoptara una estrategia de "claridad estratégica" para disuadir la posibilidad de que China usara la fuerza para la reunificación china. El 29 de abril, el Comité de Servicios Armados del Senado de Estados Unidos celebró una audiencia sobre las amenazas globales que enfrenta Estados Unidos. Cuando el presidente del comité, el senador demócrata Jack Reed, preguntó si Estados Unidos debería cambiar de una política de ambigüedad estratégica a una de compromisos claros con Taiwán, la directora de Inteligencia Nacional, Avril Haines, respondió que la República Popular China consideraría el compromiso de Estados Unidos con Taiwán como un "generador de enorme inestabilidad", lo que podría llevar a China a "socavar agresivamente los intereses estadounidenses a nivel mundial". También señaló que tal cambio de política "podría" impulsar a Taiwán a declarar la independencia.
El 4 de mayo, durante un debate organizado por el Financial Times, Kurt Campbell, Coordinador del Indo-Pacífico Libre y Abierto del Consejo de Seguridad Nacional de los Estados Unidos., respondió a las peticiones de figuras estadounidenses que instaron al gobierno a aclarar su postura sobre la defensa de Taiwán. Afirmó que un compromiso tan claro tendría "inconvenientes significativos". Advirtió que si la República Popular China (RPC) usara la fuerza para unificar Taiwán y Estados Unidos interviniera para defenderlo, cualquier conflicto que surgiera entre la RPC y Estados Unidos sobre Taiwán "probablemente no se limitaría a una pequeña área geográfica". Continuó diciendo: "Creo que se intensificaría rápidamente y destruiría fundamentalmente la economía global de manera impredecible".
El 21 de octubre, durante una entrevista en CNN, se le preguntó al presidente Joe Biden: «Si China ataca a Taiwán, ¿Estados Unidos defenderá a Taiwán?». Biden respondió en dos ocasiones: «Sí, tenemos un compromiso». El 22 de octubre, Jen Psaki, la secretaria de prensa de la Casa Blanca, declaró: «Los comentarios del presidente no indican ningún cambio en nuestra política. Nuestra política se mantiene sin cambios». Ese mismo día, el secretario de Defensa, Lloyd Austin, desde la sede de la OTAN en Bruselas, afirmó el apoyo de Estados Unidos a las fuerzas de Taiwán, pero se negó a confirmar las declaraciones de Biden sobre la defensa militar de Taiwán en caso de un ataque chino. El secretario general de la OTAN, Jens Stoltenberg, al ser preguntado sobre el riesgo de que las fuerzas de la OTAN se vean involucradas en un posible conflicto entre Estados Unidos y la República Popular China por Taiwán, se negó a «especular sobre una situación hipotética».
En abril de 2022, el ex primer ministro japonés Shinzo Abe publicó un artículo en un periódico estadounidense en el que comparaba a Taiwán con Ucrania e instaba a Estados Unidos a comprometerse claramente con la defensa de Taiwán. El 15 de abril, el portavoz del Ministerio de Asuntos Exteriores de China, Zhao Lijian, respondió durante una rueda de prensa habitual: «Algunos políticos japoneses han hecho reiterados comentarios irresponsables sobre Taiwán, interfiriendo en los asuntos internos de China, provocando enfrentamientos entre grandes potencias y con segundas intenciones. China se opone firmemente a ello. Taiwán es parte inseparable del territorio chino. La cuestión de Taiwán es un asunto exclusivamente interno de China, fundamentalmente diferente de la cuestión de Ucrania, y no cabe comparación. Japón colonizó Taiwán durante medio siglo, cometiendo numerosas atrocidades y asumiendo una grave responsabilidad histórica ante el pueblo chino. Los políticos japoneses deben ser especialmente cautelosos con respecto a la cuestión de Taiwán y evitar enviar señales erróneas a las fuerzas independentistas de Taiwán».
El 23 de mayo de 2022, durante su visita a Japón, el presidente estadounidense Joe Biden declaró claramente en una conferencia de prensa conjunta con el primer ministro japonés, Fumio Kishida, que Estados Unidos desplegaría tropas estadounidenses para ayudar en la defensa de Taiwán. Al día siguiente, Biden aclaró que Estados Unidos mantendría su política de "ambigüedad estratégica" hacia Taiwán.
El 17 de septiembre de 2022, Biden reiteró, durante una entrevista con el programa 60 Minutes de CBS, que Estados Unidos desplegaría fuerzas para defender a Taiwán si China atacara.
El 16 de noviembre de 2023, durante las conversaciones con el presidente estadounidense Biden, el secretario general del Partido Comunista Chino y presidente de China, Xi Jinping, reafirmó la firme postura de China sobre la reunificación pacífica con Taiwán y exigió a Estados Unidos que suspendiera la venta de armas a Taiwán y apoyara su unificación pacífica. En respuesta, el secretario de Defensa estadounidense, Lloyd Austin, declaró que Estados Unidos seguiría tomando las medidas necesarias, de conformidad con la Ley de Relaciones con Taiwán, para ayudar a Taiwán a obtener medios de autodefensa.

## Medidas de defensa

### Defensa militar de Estados Unidos

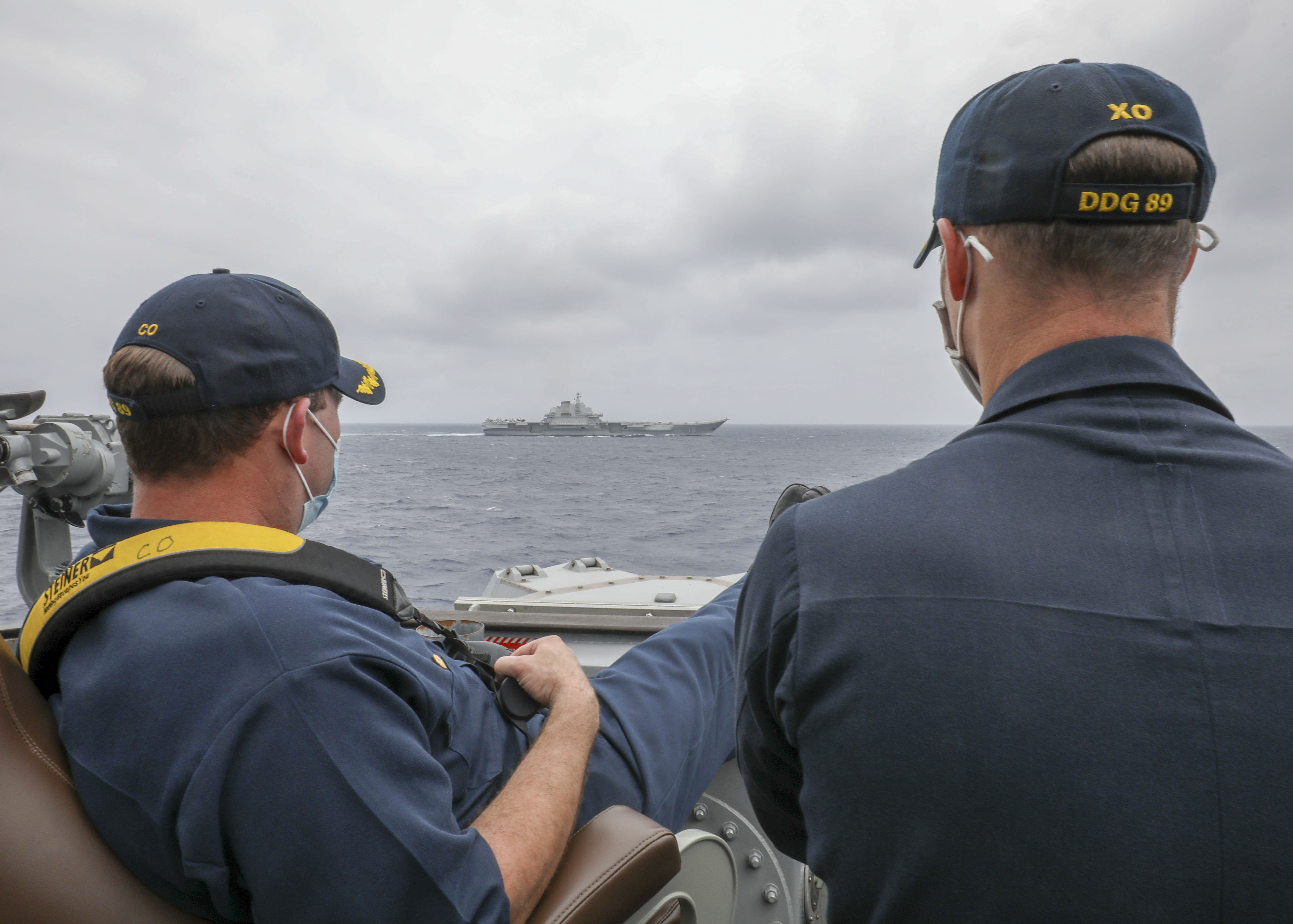
El 4 de abril de 2021, en el Mar de Filipinas, oficiales de la Armada estadounidense a bordo del destructor Mustin se pusieron de pie y observaron al portaaviones chino Liaoning. En 2021, la Armada estadounidense contaba con 11 grupos de batalla de portaaviones, mientras que la Armada del EPL contaba con 2.

Wang Yunfei, investigador principal del Centro de Estudios San Ce de Hong Kong, divide la defensa estadounidense de Taiwán en dos tipos de asistencia espacial: asistencia de corto alcance y asistencia de largo alcance. La asistencia de corto alcance la proporcionan las Fuerzas Armadas de Estados Unidos en Japón y las Fuerzas Armadas de Estados Unidos en Corea. La asistencia de largo alcance incluye el apoyo de los Estados Unidos contiguos en todo el mundo.
En su artículo de 2004, Wang Yifeng, autor de la República Popular China, señaló que las fuerzas militares desplegadas por Estados Unidos para defender Taiwán están compuestas principalmente por 300.000 soldados del Comando del Pacífico de Estados Unidos y parte de las Fuerzas de Autodefensa de Japón. La Séptima Flota de Estados Unidos es la fuerza principal. Existen tres modos de defensa militar:
- Modo Vietnam
  - De manera similar a la Guerra de Vietnam, el ejército estadounidense concentraría sus principales fuerzas para implementar un bloqueo marítimo clave y un despliegue rápido contra la República Popular China.
- Modo Corea del Norte
  - Al igual que en la Guerra de Corea, el ejército estadounidense enviaría directamente parte de sus fuerzas a Taiwán.
- Modo japonés
  - Tras la ocupación de la isla de Taiwán por el Ejército Popular de Liberación (EPL), el ejército estadounidense lucharía como en la campaña de Nueva Bretaña y aniquilaría al EPL. Wang Yifeng cree que esta es la opción preferida del ejército estadounidense.

En un artículo de 2006, el autor Hai Wei señaló que, debido al conocido temor de los estadounidenses a las bajas en la guerra, el ejército estadounidense no desembarcaría en Taiwán ni entraría en combate terrestre con el Ejército Popular de Liberación. Argumentó: «Sin mencionar las posibilidades de victoria, las previsibles bajas masivas serían demasiado para que Estados Unidos las pudiera soportar». Basándose en el personal y el equipo del EPL en ese momento, Hai Wei creía que una unificación militar china de Taiwán «no sería un problema» y que, al enfrentarse a la asistencia conjunta de defensa de Estados Unidos y Japón a Taiwán, el EPL tendría «buenas posibilidades de éxito».
En sus especulaciones sobre cómo Estados Unidos defendería Taiwán, Hai Wei sugirió que la Armada estadounidense formaría una flota conjunta con dos o tres grupos de combate de portaaviones y la Fuerza de Autodefensa Marítima de Japón. Esta flota conjunta utilizaría su considerable superioridad marítima y aérea para contener o incluso abrumar a las fuerzas navales y aéreas del EPL, para luego atacar a las fuerzas de desembarco del EPL con aviones embarcados y atacar estaciones de radar y bases de misiles en la costa sureste de China, obligando a la República Popular China a "sentarse a la mesa de negociaciones". Describió esta como una "opción relativamente segura para Estados Unidos y Japón, con pérdidas manejables". Hai Wei especuló que los grupos de ataque de portaaviones estadounidenses entrarían en combate con el EPL a 600 kilómetros al este del estrecho de Taiwán. Argumentó que, en la pugna por la supremacía aérea sobre el estrecho de Taiwán entre el EPL y la alianza Estados Unidos-Japón-Taiwán, sería difícil para el EPL organizar un ataque efectivo contra los grupos de ataque de portaaviones estadounidenses. Sin superioridad aérea, el EPL no podría ganar la guerra simplemente confiando en el efecto disuasorio de sus submarinos nucleares. En aquel momento, los aviones Sukhoi Su-30 y JH-7 del EPL tenían un radio de combate de tan solo unos 1000 kilómetros, insuficiente para representar una amenaza importante para la flota estadounidense. Hai Wei esperaba introducir no menos de 12, e idealmente 40, Tupolev Tu-22M rusos, lo que permitiría al EPL realizar un "ataque de saturación" contra los grupos de ataque de los portaaviones estadounidenses, lo que le ayudaría a "concentrar fuerzas superiores para luchar por la superioridad aérea en el teatro de operaciones, permitiendo al menos un control relativo del espacio aéreo en el estrecho de Taiwán, para no verse desbordado por la avalancha de cazas estadounidenses ".
Respecto al uso de bases militares estadounidenses en Corea del Sur y Japón, Hai Wei especuló que Corea del Sur, debido a sus buenas relaciones con la República Popular China, podría no permitir que el ejército estadounidense utilice sus aeropuertos para el lanzamiento de aviones de combate. La Quinta Fuerza Aérea de las Fuerzas Aéreas del Pacífico de Estados Unidos, con base en la Base Aérea de Kadena en Japón, se convertiría en la principal "fortaleza" de Estados Unidos y Japón durante la guerra. Hai Wei también señaló que el EPL podría atacar instalaciones militares estadounidenses y japonesas en Japón, como las bases de Nagasaki, Yokohama y Yokosuka, para impedir la defensa de Taiwán entre Estados Unidos y Japón. Para evitar una "guerra total" entre China, Japón y Estados Unidos, Hai Wei declaró que Estados Unidos utilizaría estas bases con mucha moderación (reabastecimiento aéreo, Lockheed P-3 Orion, etc.), evitando convertirlas en aeródromos importantes en tiempos de guerra, y recurriendo más a sus grupos de ataque de portaaviones.
Después de la década de 2010, a medida que las fuerzas armadas de la República Popular China aumentaban, el artículo de Wang Yunfei señalaba que, en un conflicto militar sin objetivos terrestres, el EPL podría completar sus objetivos militares contra las fuerzas estadounidenses estacionadas en Japón y Corea del Sur en tres días. Si Estados Unidos brindara asistencia de largo alcance a Taiwán, necesitaría desplegar no menos de cinco grupos de combate de portaaviones, un número similar al utilizado en la guerra de Irak.

### Medidas no militares
Estados Unidos podría considerar la adopción de diversas medidas no militares para contrarrestar las acciones chinas, incluyendo sanciones económicas como suspensiones comerciales, embargos, bloqueos marítimos, congelación de activos financieros e imposición de restricciones financieras. La ciberguerra y la interrupción de los sistemas de navegación por satélite también podrían formar parte de la estrategia estadounidense para abordar las tensiones con China.
China, siendo la segunda economía más grande del mundo después de Estados Unidos, depende en gran medida de los mercados internacionales para su crecimiento económico. En el sector financiero, existe la creencia generalizada de que el gobierno de Estados Unidos tiene la capacidad de imponer un bloqueo financiero a China, potencialmente eliminándola del sistema SWIFT, que es la red global de pagos y liquidación dominada por el dólar estadounidense. Un informe de 2020 de Guotai Junan, un banco de inversión chino, estimó que si China fuera excluida de SWIFT, podría perder hasta $ 300 mil millones en comercio, más de $ 90 mil millones en inversión extranjera directa y $ 80 mil millones en inversión saliente anualmente. Sin embargo, los expertos señalan que la probabilidad de que China sea excluida de SWIFT es baja, dados los riesgos potenciales que podría representar tanto para la economía estadounidense como para la mundial. Los artículos en el sitio web de Voice of America relacionados con la guerra comercial entre China y Estados Unidos indicaron que, al igual que Corea del Norte e Irán, la exclusión de China de SWIFT introduciría una considerable inestabilidad económica en todo el mundo. Sin embargo, los funcionarios y las instituciones de investigación chinas siguen discutiendo las posibles consecuencias de tal acción y las medidas para mitigar los riesgos. En respuesta a esta posibilidad, China ha estado desarrollando sus propios sistemas de pago.
En 2015, el Banco Popular de China lanzó el Sistema de Pago Interbancario Transfronterizo (CIPS) para reducir la dependencia de SWIFT. Además, autores taiwaneses, citando la fortaleza económica de China y la postura relativamente pasiva del gobierno estadounidense durante las protestas en Hong Kong de 2019-2021, sugieren que Estados Unidos podría no recurrir a la intervención militar ni a medidas no militares como las sanciones económicas si China usara la fuerza contra Taiwán.
Un artículo de 2020 de la edición china del New York Times señaló que China podría abordar las preocupaciones sobre seguridad alimentaria y petrolera aumentando su producción nacional de alimentos, acumulando reservas de petróleo y asegurando contratos de suministro a largo plazo con los países productores. Ante las sanciones económicas, el gobierno chino planea centrarse en reducir su dependencia de los mercados extranjeros y las tecnologías críticas mediante la transición a un modelo de "circulación interna" durante los próximos 15 años. Esta estrategia de autosuficiencia, integrada en el XIV Plan Quinquenal de China y los objetivos de la Visión 2035, refleja una consideración de preparación para la guerra, lo que permitiría a China resistir posibles bloqueos occidentales.
El 16 de junio de 2022, el Comité de Relaciones Exteriores del Senado de Estados Unidos, compuesto por Robert Menéndez (demócrata) y Lindsey Graham (republicano), presentó la Ley de Política sobre Taiwán de 2022. El proyecto de ley incluye medidas como la imposición de sanciones a China en caso de invasión de Taiwán, la provisión de 4.500 millones de dólares en ayuda a Taiwán durante cuatro años, la concesión a Taiwán de la condición de Aliado importante extra-OTAN y el cambio de nombre de la Oficina Representativa Económica y Cultural de Taipéi en Washington a Oficina Representativa Económica y Cultural de Taipéi. Estas medidas suponen un importante fortalecimiento del compromiso de Estados Unidos con Taiwán, lo que refleja las tensiones geopolíticas actuales en la región.

### Presencia militar estadounidense en Taiwán
En junio de 2004, los principales medios de comunicación de Taiwán informaron de la llegada de oficiales militares estadounidenses a Taiwán, con preparativos para restablecer la presencia militar estadounidense en 2006 y contribuir a la defensa de Taiwán. En 2020, en un contexto de intensificación de la confrontación entre Estados Unidos y China, volvió a plantearse la cuestión del reasentamiento de las fuerzas estadounidenses en Taiwán ante un posible conflicto en el estrecho de Taiwán. El 7 de marzo, Ian Easton, del "2049 Institute", escribió un artículo de opinión titulado "Estados Unidos debería desplegar tropas en Taiwán", en el que abogaba por el establecimiento de una fuerza mixta de 1.000 efectivos del Ejército, la Armada, la Fuerza Aérea y el Cuerpo de Marines de Estados Unidos para ser estacionada en Taiwán. En junio, comenzaron a circular rumores en línea en Taiwán sobre el posible redespliegue de fuerzas estadounidenses en Taiwán, con informes falsos que afirmaban que se transferirían tropas estadounidenses de Alemania a Taiwán, que el número de tropas estadounidenses aumentaría a 50.000 y que se construirían al menos tres bases militares. Los informes también incluyeron afirmaciones de que se desplegarían el Lockheed Martin F-35 Lightning II, sistemas antimisiles THAAD, entre 5.000 y 20.000 misiles balísticos de mediano alcance e incluso armas nucleares.
En la edición de septiembre/octubre de la revista Military Review, una serie de artículos se centraron en el tema de “la agresión militar de China contra Taiwán”. Entre ellos, el capitán del Cuerpo de Marines de los Estados Unidos Walker D. Mills escribió un artículo titulado “Disuadir al dragón : el regreso de las fuerzas estadounidenses a Taiwán”. El artículo del capitán Mills despertó la atención en todo el espectro político de Taiwán. El investigador Ou Xifu, del Instituto de Conceptos Político-Militares y Operacionales Chinos del Instituto de Investigación de Defensa y Seguridad Nacional, escribió que la “audaz sugerencia de Walker D. Mills, publicada en una revista militar estadounidense, se consideraba impensable hasta ahora, pero destaca el cambio significativo en la visión de Estados Unidos sobre la defensa de Taiwán”. La propuesta de Mills fue vista como similar a revivir el Tratado de Defensa Mutua Sino-Estadounidense y el Plan de Combate Exitoso. En la división del trabajo de combate descrita en el Plan de Combate Exitoso, Taiwán sería responsable del combate terrestre, mientras que Estados Unidos manejaría la defensa aérea, las operaciones navales de superficie y los ataques de la fuerza aérea.
Wang Kunyi, presidente y profesor de la Asociación de Estudios Estratégicos Internacionales de Taiwán, también escribió que si las fuerzas estadounidenses se desplegaran nuevamente en Taiwán, se desencadenaría una guerra que, en última instancia, causaría "millones de muertes". En un artículo escrito a principios de 2004, Wang Yifeng describió el redespliegue de las fuerzas estadounidenses en Taiwán como una ruptura de los Tres Comunicados, lo que inevitablemente conduciría no solo a una confrontación a través del Estrecho de Taiwán, sino también a una ruptura total de las relaciones entre Estados Unidos y China, creando una grave crisis mundial.
El 22 de octubre de 2020, el Centro de Estudios Estratégicos e Internacionales (CSIS) celebró un seminario en Washington, D. C. El expresidente del Instituto Americano en Taiwán (AIT), Richard Bush, declaró que el redespliegue de las fuerzas estadounidenses en Taiwán socavaría las condiciones establecidas para la normalización de las relaciones entre Estados Unidos y China en la década de 1970 (los Tres Comunicados ). Bush especuló que esto ejercería una enorme presión sobre Pekín, lo que posiblemente llevaría a China a exigir la ruptura o cancelación de las relaciones diplomáticas con Estados Unidos.

## Diversas perspectivas

### República de China (Taiwán)
A finales de septiembre de 2020, una encuesta realizada por la Fundación de Opinión Pública de Taiwán reveló que el 60 % de los adultos taiwaneses mayores de 20 años creía que Estados Unidos probablemente intervendría militarmente para defender a Taiwán si China usara la fuerza contra Taiwán, mientras que el 33 % se oponía. El presidente de la Fundación de Opinión Pública de Taiwán, You Yinglong, afirmó que este hallazgo demuestra que la gran mayoría de los taiwaneses cree que si China usa la fuerza contra Taiwán, Estados Unidos podría salir en su defensa.
En una encuesta realizada por ETtoday News Cloud en octubre de 2020, considerando un conflicto militar en el estrecho de Taiwán, el 54,0% de los encuestados creía que Estados Unidos defendería a Taiwán, mientras que el 35,0% no lo creía. Además, el 55,7% apoyó una postura más radical: "Tropas estadounidenses estacionadas en Taiwán para defender a Taiwán", mientras que el 30,7% no lo creía. Una encuesta de diciembre de 2020 mostró que el 48,0% de los encuestados creía que el presidente electo de Estados Unidos, Joe Biden, no defendería a Taiwán. Sin embargo, una encuesta de marzo de 2022, realizada tras el estallido de la guerra entre Rusia y Ucrania, reveló que el 55,9% de los encuestados creía que Estados Unidos no intervendría militarmente para defender a Taiwán.
En un artículo publicado en 2008, el profesor asociado Zhang Ziyang, de la Universidad de Nanhua, argumentó que «Taiwán confía plenamente en la defensa estadounidense de Taiwán», pero esta confianza se basa en gran medida en información errónea estadounidense. En concreto, Taiwán asume una gran importancia estratégica para Estados Unidos, mientras que la calidad de las ventas de armas estadounidenses a Taiwán es baja, lo que lleva a Taiwán a asumir razonablemente que Estados Unidos acudiría en su defensa. Señaló además que «la excesiva confianza de Taiwán en la defensa estadounidense» lleva a China a cuestionar razonablemente si Estados Unidos ha asumido un compromiso secreto con Taiwán. Esto es especialmente cierto con la instalación de sistemas de radar de alerta temprana de largo alcance, que integran a Taiwán en el sistema de alerta temprana estadounidense. Por lo tanto, China tiene más motivos para dudar de si Estados Unidos y Taiwán se han comprometido secretamente a ayudarse mutuamente en la defensa de su seguridad nacional.
El 19 de febrero de 2021, en respuesta a la propuesta del Congreso estadounidense de la "Ley de Prevención de la Invasión de Taiwán", el portavoz del Ministerio de Asuntos Exteriores de Taiwán, Ou Jiang'an, expresó su gratitud al Congreso estadounidense por las diversas acciones a favor de Taiwán adoptadas por miembros del Senado y la Cámara de Representantes. Destacó que esto demuestra un firme compromiso con la seguridad de Taiwán y la paz y estabilidad regionales, y apoya firmemente la cooperación militar y de seguridad entre Taiwán y Estados Unidos.

## República Popular China (RPC)
El autor chino Hai Wei cree que, desde el punto de vista militar, si China logra su objetivo estratégico de impedir eficazmente la asistencia de defensa estadounidense a Taiwán, « la liberación de Taiwán será solo cuestión de tiempo». Otros autores vinculan políticamente este asunto con el movimiento independentista taiwanés, describiendo a los elementos independentistas como «envalentonados por un importante salvavidas» y como resultado de «frecuentes señales erróneas, especialmente de Estados Unidos».
El 6 de octubre de 2020, la bancada legislativa del Kuomintang (KMT) propuso y aprobó dos mociones en el Yuan Legislativo: "El gobierno debería solicitar asistencia de seguridad estadounidense para resistir al Partido Comunista" y "Reanudación de las relaciones diplomáticas entre Taiwán y Estados Unidos". En respuesta, Global Times, el medio de comunicación estatal chino, publicó un editorial condenando estas mociones, calificándolas de "propuestas para promover la defensa militar estadounidense de Taiwán" y "reanudación de las relaciones diplomáticas entre Taiwán y Estados Unidos". El artículo afirmaba: "Independientemente de sus motivaciones, ambas propuestas tienen un carácter de 'independencia de Taiwán' y deben ser condenadas enérgicamente".